# Prayers on Fire
Prayers on Fire è il terzo album della rock band australiana The Birthday Party, pubblicato nel 1981.

## Il disco
È il primo LP della band pubblicato con il nome "The Birthday Party" (fino ad allora chiamatasi "Boys Next Door"), nonché il primo per l'etichetta inglese 4AD Records. Sebbene la band, in questo periodo, risiedesse a Londra, le registrazioni si tennero a Melbourne, in Australia.
Nella versione su CD, sono presenti due brani aggiuntivi: Blundertown e Kathy's Kisses, già pubblicati sull'EP Nick the Stripper nel 1981.

## Tracce
1. Zoo-Music Girl – 2:38 (Nick Cave/Rowland S. Howard)
2. Cry – 2:42 (Cave)
3. Capers – 2:39 (Cave/Howard/Genevieve McGuckin)
4. Nick the Stripper – 3:52 (Cave)
5. Ho-Ho – 3:07 (Howard/McGuckin)
6. Figure of Fun – 2:48 (Cave/Howard)
7. King Ink – 4:41 (Cave/Howard)
8. A Dead Song – 2:13 (Cave/Anita Lane)
9. Yard – 5:04 (Cave)
10. Dull Day – 3:04 (Howard)
11. Just You and Me – 2:03 (Cave/Mick Harvey)

Solo sulla versione CD, in aggiunta:
1. Blundertown – 3:10 (Cave/Howard)
2. Kathy's Kisses – 4:05 (Cave)

## Musicisti[3]
- Nick Cave - voce, pianoforte, sassofono, batteria
- Mick Harvey - chitarra, batteria, organo, pianoforte
- Rowland S. Howard - chitarra, sassofono
- Tracy Pew - basso, contrabbasso, clarinetto
- Phill Calvert - batteria

### Collaboratori
- Phillip Jackson - tromba in Nick the Stripper